# Luisa Makubanza
Luisa Makubanza,,, parfois appelée Louise Makubanza, née le 28 septembre ou le 22 octobre 1992, est une joueuse franco-angolo-congolaise de handball évoluant au poste de gardienne de but.
Arrivée en France à l'âge de 2 ans, , elle est formée au Nantes Atlantique Handball puis rejoint en 2014 le club angolais du 1° de Agosto, le meilleur club africain avec lequel elle remporte notamment une Ligues des champions. En 2017, elle revient en France au St-Sébastien Sud Loire HB qui évolue en Nationale 2 (D4).
Avec l'équipe nationale de RD Congo, elle participe notamment au Championnat du monde 2013 en Serbie où la RD Congo s'est classée 20e puis au Championnat du monde 2015, terminé à la 24e place. 

## Palmarès

### En club
Compétitions internationales
- Ligue des champions (1) : 2015
- Coupe d'Afrique des vainqueurs de coupe (1) : 2015
- Supercoupe d'Afrique (1) : 2015

Compétitions nationales
- Championnat d'Angola (1) : 2015
- Coupe d'Angola (1) : 2015
- Supercoupe d'Angola (1) : 2015
- Championnat de France de Division 2 (1) : 2013
- Championnat de France de Nationale 1 (1) : 2011

## En équipe nationale
- 20e place au Championnat du monde 2013
- au Championnat d'Afrique 2014
- 24e place au Championnat du monde 2015
- 7e place aux Jeux africains de 2015